# Burthecourt-aux-Chênes
Burthecourt-aux-Chênes település Franciaországban, Meurthe-et-Moselle megyében. Lakosainak száma 153 fő (2022. január 1.). Burthecourt-aux-Chênes Azelot, Coyviller, Flavigny-sur-Moselle, Manoncourt-en-Vermois, Tonnoy és Ville-en-Vermois községekkel határos.

## Népesség
A település népességének változása:
| Lakosok száma | 106  | 112  | 109  | 98   | 100  | 104  | 113  | 130  | 144  | 153  |
|               | 1968 | 1982 | 1990 | 2006 | 2013 | 2015 | 2017 | 2019 | 2020 | 2022 |